# Mindaugas Urbaitis
Mindaugas Urbaitis (* 1. Juni 1952 in Kaunas) ist ein litauischer Komponist und Hochschullehrer.

## Leben
Urbaitis studierte bis 1975 am Staatlichen Litauischen Konservatorium in Vilnius bei Julius Juzeliūnas Komposition, es schloss sich ein Postgraduiertenstudium bis 1977 an. Zwischen 1980 und 1986 war er als Dozent an der Fakultät Klaipėda des Litauischen Staatskonservatoriums tätig. Von 1991 bis 1996 war er Vorsitzender des litauischen Komponistenverbandes, außerdem von 1991 bis 1995 des baltischen Musikfestivals Gaida in Vilnius. Zudem arbeitete er von 1991 und 1994 als Produzent für zeitgenössische Musik beim Sender Vilniaus varpas. Zwischen 1975 und 1978 und nach einer Unterbrechung wieder seit 1989 unterrichtet an der Musik- und Theaterakademie Litauens, seit 1999 ist er auch Mitglied in dessen Senat.

## Œuvre
Urbaitis gilt als Neoromantiker sowie als bedeutender litauischer Vertreter des Minimalismus. In seiner Melodik, Harmonik und Formenlehre orientiert er sich dabei an der litauischen Volksmusik, etwa an der Polyphonie der Sutartinės. Seine Lietuvių liaudies muzika kann als ein Schlüsselwerk bezeichnet werden: Hier wird auf die namensgebende litauische Volksmusik direkt Bezug genommen, indem dzūkische Melodien mittels einer Kanontechnik rearrangiert werden. In verschiedenen Werken wird Material anderer Komponisten zudem auf minimalistische, neoromantische Weise rekomponiert, etwa in den Bachvariationen I und II, dem Lacrimosa (Mozart), dem Bruckner-Gemälde, in Der Fall Wagner oder in Recycling Tango (Astor Piazzolla).
Seine Werke wurden bei internationalen Musikfestivals wie dem Schleswig-Holstein Musik Festival, dem Bornholm Music Festival und dem Vale of Glamorgan Festival aufgeführt. 1989 wurden seine Bachvariationen I mit dem Preis des Litauischen Kulturministeriums und des Litauischen Komponistenverbands prämiert, 2000 erhielt Urbaitis für Ramybė den 2. Preis beim Kompositionswettbewerb zum 125. Geburtstag von Čiurlionis. Sein Ballett Acid City wurde 2002 vom litauischen Kultusministerium als bestes Werk des Jahres ausgezeichnet.

## Werke
- Bachvariationen I für Instrumentalquartett, 1988
- Lithuanian Folk Music für Streichorchester, 1991
- Lacrimosa für Chor, 1994
- Celebrabo te, Domine, 1996, 2000
- Tre movimenti für gemischtes Ensemble, 1997
- Recycling Tango für gemischtes Ensemble, 1998
- Schlußstück für gemischtes Ensemble, 1998
- Fanfare for the Vilnius Festival für Orchester, 1999
- Der Fall Wagner für gemischtes Ensemble, 1999
- Stillness für Streichquartett, 2000
- Bachvariationen II für Instrumentalsextett, 2000
- Hommage à J.J. für 18 Streichinstrumente, 2001
- Tromba nostalgica für Soloinstrument und Klavier, 2002
- Three Liturgical Choirs: 1. Si sumpsero, 2. Salve Regina 3. Domine Jesu Christe, 2005